# Christian Friedrich Hornemann
Christian Friedrich Hornemann (geboren 23. Juli 1783 in Hannover; gestorben 19. Juli 1861 ebenda) war ein deutscher Kupferstecher, Hof-Kunsthändler, Kupfer- und Steindrucker, Diakon und Zeichen-Lehrer sowie Verleger und Buchhändler.

## Leben

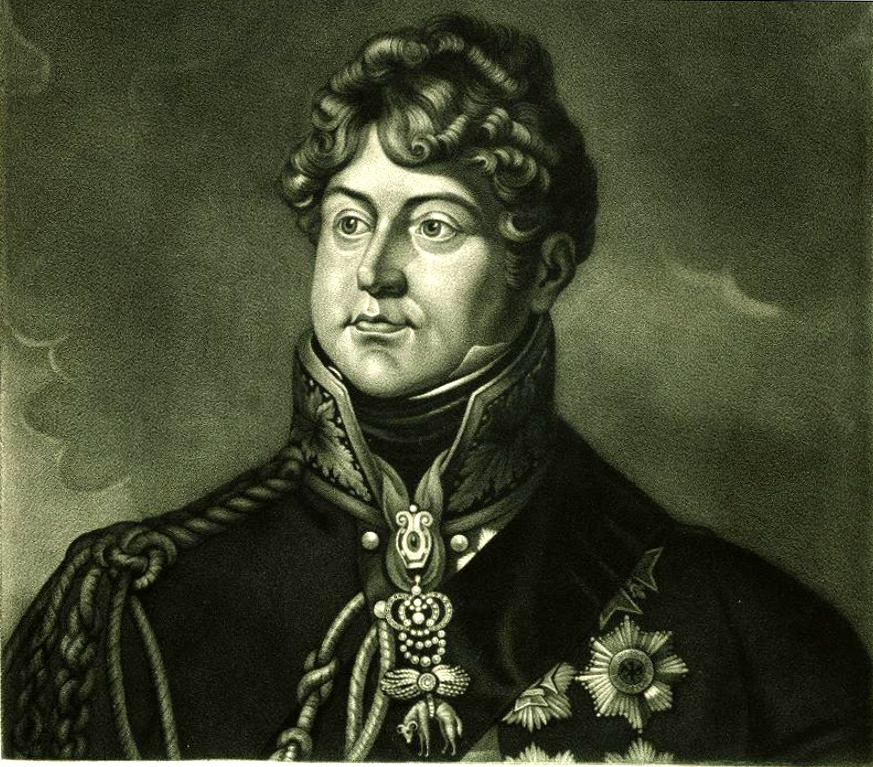
König Georg IV. nach seinem einzigen Besuch in Hannover gezeichnet und 1822 gestochen von Hornemann;
verkleinerter Ausschnitt des Digitalisats der Universitätsbibliothek Wrocław

Christian Friedrich Hornemann wurde zur Zeit des Kurfürstentums Braunschweig-Lüneburg während der Personalunion zwischen Großbritannien und Hannover im Jahr 1783 als Sohn eines Schneideramtsmeisters in Hannover geboren. Sein Sohn Carl Hornemann (geboren 1811) wurde später Begründer der Pelikan AG, der andere Sohn Friedrich Adolf, später ebenfalls Maler und Lithograf, wurde 1813 in Hannover geboren.
Nachdem Carl von Alten als Kommandeur der englischen Division durch die Verteidigung des Gutshofes La Haye Sainte am 18. Juni 1815 wesentlich zum Sieg der Alliierten über die Franzosen beigetragen hatte, fertigte Christian Friedrich Hornemann einen Kupferstich mit einem Porträt des nach dem Wiener Kongress durch königliche Order in den Grafenstand erhobenen Generals.
Es waren Kupferstiche wie Hornemanns Porträt des Grafen, mit denen das zur Aufklärung strebende Bildungsbürgertum sich lange vor der Erfindung der Fotografie bilden, „ein Bild“ machen konnte.
Kurz nachdem Georg IV., König von Großbritannien und Irland, 1821 als erster englischer König seit 66 Jahren Hannover besucht hatte, stach Hornemann nach eigener Zeichnung „allen treuen Anhängern des guten Königs“ ein „gewidmet von C. F. Hornemann“ untertiteltes Brustbild des Landesherrn.
Mit festem Sitz in der Residenzstadt des nunmehr zum Königreich Hannover erhobenen norddeutschen Territoriums lässt sich Christian Friedrich Hornemann laut dem Adressbuch der Stadt Hannover jedoch erst ab 1819 und bis 1852 nachweisen. In dieser Zeit war der Unternehmer, Künstler, Kupfer- und Steindrucker, Kunsthändler, Verleger, Buchhändler, Diakon und Zeichenlehrer selbst „erhoben“ worden, zum Hoflieferanten des Welfenhauses mit seinem Verlag der C. F. Hornemannschen Hofkunsthandlung. Der so Ausgezeichnete stand in regem Kontakt mit den sogenannten „Hübschen Familien“ der Hauptstadt des Königreichs, denen der Hofkunsthändler bald auch einen eigenen Stadtplan von Hannover liefern konnte.
Zudem wirkte Hornemann zeitweilig als Diakon der Aegidienkirche in Hannover.
Posthum, zur Zeit des Deutschen Kaiserreichs, verbreitete sich der Hornemannsche Kupferstich mit dem Porträt des Generals von Alten erneut, diesmal allerdings als preiswerte Reproduktion: Nachdem „die große Mehrheit der Bevölkerung“ mit Begeisterung den Ersten Weltkrieg begrüßt hatte und die Stadt Hannover eine eigene Weltkriegssammlung aufzubauen begonnen hatte, standen sich Deutsche und Franzosen wieder mit Waffen gegenüber. Im „Jubiläumsjahr“ 1915, genau 100 Jahre nach der Schlacht bei Waterloo, erblickte manch lesender Hurra-Patriot in den Hannoverschen Geschichtsblättern noch einmal das Bild eines Siegers, das Hornemannsche Porträt des Generals von Alten.

## Werke (unvollständig)
- 1822: Kupferstich (30 × 26,5 cm) nach eigener Zeichnung mit einem Brustbild von Georg IV., König des Vereinigten Königreichs Großbritannien und Irland und König von Hannover, digitalisiert von der Universitätsbibliothek Wrocław;[8]
- um 1830: Stadtplan von Hannover[11]
- 1833; Leo Bergmann: Der Dom Zu Verden, des guelphischen Fürstenstammes erhabenes Denkmal [...]. Eine kurze Geschichte und Beschreibung dieses Bauwerkes[14]
- um 1834: Neue Wanderkarte für das Königreich Hannover. Für Schullehrer-Seminarien, Gymnasien und Volksschulen, Lithografie auf Leinwand aufgezogen 4½ Fuß × 4 Fuß[15]
- vor 1852:[2] Kupferstich mit einem Porträt des Generals Carl von Alten[4]
- Bildnis Adelaide (eigentlich: Adelheid Luise Therese Caroline Amalie), Königin von Großbritannien, Irland und Hannover, geborenen Prinzessin von Sachsen-Meiningen, Lithografie nach einem Gemälde von William Beechey[16]